# 數魚歌
數魚歌或數魚苗歌（臺灣西南沿海稱叫魚栽或siàu魚栽）是臺灣漁民在魚苗交易中為精確計算其數量而產生的歌謠。

## 簡介
早期，魚苗來源主要為自臺灣沿海捕獲的野生魚苗；因數量不多且撈捕不易，魚苗多以「單尾」作計算單位。
每年農曆二月下旬最後一波寒流離開臺灣後，漁民開始賣出度過冬季的「寸苗」，魚苗寮也開始供應剛孵化的魚苗，而魚苗交易便在當地展開。
為了在交易中精確計算魚苗數量，漁民會雇用專精於數魚苗的工人進行現場點數工作；在累加過程中，數魚苗者必須唱出魚苗數量以協助買賣雙方進行確認。此外，每個數魚苗者所習慣吟唱的旋律與節奏皆不盡相同，其技巧也多經觀察模仿自我學習而成。
1980年代後期，臺灣地區魚苗人工繁殖技術大獲突破，人工魚苗供應穩定且價格低廉，並因而逐漸全面取代天然魚苗，數魚歌也因而逐漸失傳。

## 連結
- 台江數魚歌文化 - 臺灣國家公園數位典藏 - 內政部營建署 （页面存档备份，存于）
- 【台江】「魚音繞梁—戀唸台江」完整版- YouTube
- 《漁音－屬於他們的聲音》即將消失的漁歌古調推廣計畫| flyingV （页面存档备份，存于）
- 魚苗的算法[永久]
- 金曲歌王謝銘祐- 「魚毋知」 - YouTube
- 南瀛漁業～話虱目魚苗 - 台灣黑面琵鷺保育學會 （页面存档备份，存于）